# Чемпіонат світу з футболу серед жінок 2019
Чемпіонат світу з футболу серед жінок 2019 — восьмий чемпіонат світу з футболу серед жінок, що проходив з 7 червня по 7 липня 2019 року вперше у Франції та утретє  — в Європі. Титул захистила збірна США.

## Вибір місця проведення
6 березня 2014 року ФІФА оголосила про старт заявочної кампанії на право прийняти в себе чемпіонат світу 2019 року. Претенденти повинні були заявити про свої наміри до 15 квітня 2014 року. Одночасно вибиралася країна-організатор чемпіонату світу серед дівчат 2018 року, але ФІФА залишила за собою право віддати проведення цього турніру іншій федерації.
Спочатку про інтерес до проведення турніру у квітні 2014 року оголосили Англія, Нова Зеландія та ПАР, але того ж року відмовились. У жовтні 2014 року офіційні заявки представили Франція та Південна Корея.
Також зацікавленість у проведенні турніру висловлювали Японія (відмовилися, зосередившись на підготовці до чемпіонату світу з регбі та Олімпіади-2020) і Швеція (відмовилися через підготовку до проведення юнацьких змагань).
19 березня 2015 року на засіданні Виконкому ФІФА було прийнято рішення про проведення чемпіонату світу у Франції.

## Кваліфікація
14 жовтня 2016 року ФІФА оголосила кількість місць у фінальному турнірі для континентальних федерацій та не змінилася з попереднього розіграшу турніру, окрім перенесення місця господаря з КОНКАКАФ (Канада) до УЄФА (Франція).
| Конфедерація                                      | Місць |
| ------------------------------------------------- | ----- |
| АФК (Азія)                                        | 5     |
| КАФ (Африка)                                      | 3     |
| КОНКАКАФ (Північна та Центральна Америки, Кариби) | 3     |
| КОНМЕБОЛ (Південна Америка)                       | 2     |
| ОФК (Океанія)                                     | 1     |
| УЄФА (Європа)                                     | 8     |
| Плей-оф КОНКАКАФ — КОНМЕБОЛ                       | 1     |
| Господар                                          | 1     |

### Збірні, що пройшли відбірковий етап
Усього до фінальної частини було кваліфіковано 24 збірні.
| Асоціація | Країна         | Рейтинг ФІФА |
| --------- | -------------- | ------------ |
| АФК       | Австралія      | 6            |
| АФК       | КНР            | 16           |
| АФК       | Японія         | 7            |
| АФК       | Південна Корея | 14           |
| АФК       | Таїланд        | 34           |
| КАФ       | Камерун        | 46           |
| КАФ       | Нігерія        | 38           |
| КАФ       | ПАР            | 49           |
| КОНКАКАФ  | Канада         | 5            |
| КОНКАКАФ  | Ямайка         | 53           |
| КОНКАКАФ  | США            | 1            |
| ОФК       | Нова Зеландія  | 19           |

| Асоціація | Країна     | Рейтинг ФІФА |
| --------- | ---------- | ------------ |
| УЄФА      | Англія     | 3            |
| УЄФА      | Франція    | 4            |
| УЄФА      | Німеччина  | 2            |
| УЄФА      | Італія     | 15           |
| УЄФА      | Нідерланди | 8            |
| УЄФА      | Норвегія   | 12           |
| УЄФА      | Шотландія  | 20           |
| УЄФА      | Іспанія    | 13           |
| УЄФА      | Швеція     | 9            |
| КОНМЕБОЛ  | Аргентина  | 37           |
| КОНМЕБОЛ  | Бразилія   | 10           |
| КОНМЕБОЛ  | Чилі       | 39           |

## Стадіони
Кандидатами були дванадцять міст. 14 червня 2017 року стали відомі дев'ять стадіонів, на яких пройдуть матчі, «Стад де ла Божуар» у Нанті, «Стад Марсель Піко» в Нансі та «Стад Аббе-Дешам» в Осері не потрапили до фінальної заявки.
На трьох стадіонах проходило Євро-2016: «Парк Олімпік Ліон» у Десін-Шарп'є, передмісті Ліона, «Парк де Пренс» у Парижі та «Альянц Рив'єра» в Ніцці. «Стад де ла Моссон» у Монпельє використовувався під час Чемпіонату світу з футболу 1998 та Кубку світу з регбі 2007.
Матч-відкриття зіграний на «Парк де Пренс», півфінали та фінал пройдуть на «Парк Олімпік Ліонне».
| Десін-Шарп'є          | Париж | Ніцца | Монпельє | |
| --------------------- | --- | --- | --- | --- |
| «Парк Олімпік Ліонне» | «Парк де Пренс» | «Альянц Рив'єра» | «Стад де ла Моссон» | |
| Місткість: 58 000     | Місткість: 48 583 | Місткість: 35 624 | Місткість: 32 950 | |
|                       | | | | |
| Ренн                  | Десін-Шарп'є Гренобль Гавр Монпельє Ніцца Париж Реймс Ренн ВалансьєннЧемпіонат світу з футболу серед жінок 2019 (Франція) | Десін-Шарп'є Гренобль Гавр Монпельє Ніцца Париж Реймс Ренн ВалансьєннЧемпіонат світу з футболу серед жінок 2019 (Франція) | Десін-Шарп'є Гренобль Гавр Монпельє Ніцца Париж Реймс Ренн ВалансьєннЧемпіонат світу з футболу серед жінок 2019 (Франція) | Десін-Шарп'є Гренобль Гавр Монпельє Ніцца Париж Реймс Ренн ВалансьєннЧемпіонат світу з футболу серед жінок 2019 (Франція) |
| «Руазон-Парк»         | Десін-Шарп'є Гренобль Гавр Монпельє Ніцца Париж Реймс Ренн ВалансьєннЧемпіонат світу з футболу серед жінок 2019 (Франція) | Десін-Шарп'є Гренобль Гавр Монпельє Ніцца Париж Реймс Ренн ВалансьєннЧемпіонат світу з футболу серед жінок 2019 (Франція) | Десін-Шарп'є Гренобль Гавр Монпельє Ніцца Париж Реймс Ренн ВалансьєннЧемпіонат світу з футболу серед жінок 2019 (Франція) | Десін-Шарп'є Гренобль Гавр Монпельє Ніцца Париж Реймс Ренн ВалансьєннЧемпіонат світу з футболу серед жінок 2019 (Франція) |
| Місткість: 29 778     | Десін-Шарп'є Гренобль Гавр Монпельє Ніцца Париж Реймс Ренн ВалансьєннЧемпіонат світу з футболу серед жінок 2019 (Франція) | Десін-Шарп'є Гренобль Гавр Монпельє Ніцца Париж Реймс Ренн ВалансьєннЧемпіонат світу з футболу серед жінок 2019 (Франція) | Десін-Шарп'є Гренобль Гавр Монпельє Ніцца Париж Реймс Ренн ВалансьєннЧемпіонат світу з футболу серед жінок 2019 (Франція) | Десін-Шарп'є Гренобль Гавр Монпельє Ніцца Париж Реймс Ренн ВалансьєннЧемпіонат світу з футболу серед жінок 2019 (Франція) |
|                       | Десін-Шарп'є Гренобль Гавр Монпельє Ніцца Париж Реймс Ренн ВалансьєннЧемпіонат світу з футболу серед жінок 2019 (Франція) | Десін-Шарп'є Гренобль Гавр Монпельє Ніцца Париж Реймс Ренн ВалансьєннЧемпіонат світу з футболу серед жінок 2019 (Франція) | Десін-Шарп'є Гренобль Гавр Монпельє Ніцца Париж Реймс Ренн ВалансьєннЧемпіонат світу з футболу серед жінок 2019 (Франція) | Десін-Шарп'є Гренобль Гавр Монпельє Ніцца Париж Реймс Ренн ВалансьєннЧемпіонат світу з футболу серед жінок 2019 (Франція) |
| Гавр                  | Валансьєнн | Реймс | Гренобль | |
| «Стад Осеан»          | «Стад де Ено» | «Стад Огюст Делон» | «Стад де Альп» | |
| Місткість: 25 178     | Місткість: 25 172 | Місткість: 21 628 | Місткість: 20 068 | |
|                       | | | | |

## Груповий етап

### Група А
| Поз | Команда        | І | В | Н | П | ГЗ | ГП | РГ | О | Результат раунду |
| --- | -------------- | - | - | - | - | -- | -- | -- | - | ---------------- |
| 1   | Франція (H)    | 3 | 3 | 0 | 0 | 7  | 1  | +6 | 9 | Вихід до плей-оф |
| 2   | Норвегія       | 3 | 2 | 0 | 1 | 6  | 3  | +3 | 6 | Вихід до плей-оф |
| 3   | Нігерія        | 3 | 1 | 0 | 2 | 2  | 4  | −2 | 3 | Вихід до плей-оф |
| 4   | Південна Корея | 3 | 0 | 0 | 3 | 1  | 8  | −7 | 0 |                  |

### Група B
| Поз | Команда   | І | В | Н | П | ГЗ | ГП | РГ | О | Результат раунду |
| --- | --------- | - | - | - | - | -- | -- | -- | - | ---------------- |
| 1   | Німеччина | 3 | 3 | 0 | 0 | 6  | 0  | +6 | 9 | Вихід до плей-оф |
| 2   | Іспанія   | 3 | 1 | 1 | 1 | 3  | 2  | +1 | 4 | Вихід до плей-оф |
| 3   | КНР       | 3 | 1 | 1 | 1 | 1  | 1  | 0  | 4 | Вихід до плей-оф |
| 4   | ПАР       | 3 | 0 | 0 | 3 | 1  | 8  | −7 | 0 |                  |

### Група C
| Поз | Команда   | І | В | Н | П | ГЗ | ГП | РГ  | О | Результат раунду |
| --- | --------- | - | - | - | - | -- | -- | --- | - | ---------------- |
| 1   | Італія    | 3 | 2 | 0 | 1 | 7  | 2  | +5  | 6 | Вихід до плей-оф |
| 2   | Австралія | 3 | 2 | 0 | 1 | 8  | 5  | +3  | 6 | Вихід до плей-оф |
| 3   | Бразилія  | 3 | 2 | 0 | 1 | 6  | 3  | +3  | 6 | Вихід до плей-оф |
| 4   | Ямайка    | 3 | 0 | 0 | 3 | 1  | 12 | −11 | 0 |                  |

### Група D
| Поз | Команда   | І | В | Н | П | ГЗ | ГП | РГ | О | Результат раунду |
| --- | --------- | - | - | - | - | -- | -- | -- | - | ---------------- |
| 1   | Англія    | 3 | 3 | 0 | 0 | 5  | 1  | +4 | 9 | Вихід до плей-оф |
| 2   | Японія    | 3 | 1 | 1 | 1 | 2  | 3  | −1 | 4 | Вихід до плей-оф |
| 3   | Аргентина | 3 | 0 | 2 | 1 | 3  | 4  | −1 | 2 |                  |
| 4   | Шотландія | 3 | 0 | 1 | 2 | 2  | 5  | −3 | 1 |                  |

### Група E
| Поз | Команда       | І | В | Н | П | ГЗ | ГП | РГ | О | Результат раунду |
| --- | ------------- | - | - | - | - | -- | -- | -- | - | ---------------- |
| 1   | Нідерланди    | 3 | 3 | 0 | 0 | 6  | 2  | +4 | 9 | Вихід до плей-оф |
| 2   | Канада        | 3 | 2 | 0 | 1 | 4  | 2  | +2 | 6 | Вихід до плей-оф |
| 3   | Камерун       | 3 | 1 | 0 | 2 | 3  | 5  | −2 | 3 | Вихід до плей-оф |
| 4   | Нова Зеландія | 3 | 0 | 0 | 3 | 1  | 5  | −4 | 0 |                  |

### Група F
| Поз | Команда | І | В | Н | П | ГЗ | ГП | РГ  | О | Результат раунду |
| --- | ------- | - | - | - | - | -- | -- | --- | - | ---------------- |
| 1   | США     | 3 | 3 | 0 | 0 | 18 | 0  | +18 | 9 | Вихід до плей-оф |
| 2   | Швеція  | 3 | 2 | 0 | 1 | 7  | 3  | +4  | 6 | Вихід до плей-оф |
| 3   | Чилі    | 3 | 1 | 0 | 2 | 2  | 5  | −3  | 3 |                  |
| 4   | Таїланд | 3 | 0 | 0 | 3 | 1  | 20 | −19 | 0 |                  |

## Плей-оф
|  | 1/8 фіналу             | 1/8 фіналу             |                        |   | Чвертьфінали        | Чвертьфінали        |                 |                 | Півфінали | Півфінали |  |  | Фінал | Фінал |
|  |                        |                        |                        |   |                     |                     |                 |                 |           |           |  |  |       |       |
|  | 22 червня – Ніцца      |                        |                        |   |                     |                     |                 |                 |           |           |  |  |       |       |
|  |                        |                        |                        |   |                     |                     |                 |                 |           |           |  |  |       |       |
|  | Норвегія (пен. )       | 1 (4)                  |                        |   |                     |                     |                 |                 |           |           |  |  |       |       |
|  | Норвегія (пен. )       | 1 (4)                  | 27 червня – Гавр       |   |                     |                     |                 |                 |           |           |  |  |       |       |
|  | Австралія              | 1 (1)                  |                        |   |                     |                     |                 |                 |           |           |  |  |       |       |
|  | Австралія              | 1 (1)                  | Норвегія               | 0 |                     |                     |                 |                 |           |           |  |  |       |       |
|  | 23 червня – Валансьєнн |                        | Норвегія               | 0 |                     |                     |                 |                 |           |           |  |  |       |       |
|  |                        | Англія                 | 3                      |   |                     |                     |                 |                 |           |           |  |  |       |       |
|  | Англія                 | Англія                 | 3                      | 3 |                     |                     |                 |                 |           |           |  |  |       |       |
|  | Англія                 |                        | 2 липня – Десін-Шарп'є | 3 |                     |                     |                 |                 |           |           |  |  |       |       |
|  | Камерун                | 0                      |                        |   |                     |                     |                 |                 |           |           |  |  |       |       |
|  | Камерун                | 0                      | Англія                 | 1 |                     |                     |                 |                 |           |           |  |  |       |       |
|  | 23 червня – Гавр       |                        | Англія                 | 1 |                     |                     |                 |                 |           |           |  |  |       |       |
|  |                        | США                    | 2                      |   |                     |                     |                 |                 |           |           |  |  |       |       |
|  | Франція (дч)           | США                    | 2                      | 2 |                     |                     |                 |                 |           |           |  |  |       |       |
|  | Франція (дч)           | 28 червня – Париж      |                        | 2 |                     |                     |                 |                 |           |           |  |  |       |       |
|  | Бразилія               | 1                      |                        |   |                     |                     |                 |                 |           |           |  |  |       |       |
|  | Бразилія               | 1                      | Франція                | 1 |                     |                     |                 |                 |           |           |  |  |       |       |
|  | 24 червня – Реймс      |                        | Франція                | 1 |                     |                     |                 |                 |           |           |  |  |       |       |
|  |                        | США                    | 2                      |   |                     |                     |                 |                 |           |           |  |  |       |       |
|  | Іспанія                | США                    | 2                      | 1 |                     |                     |                 |                 |           |           |  |  |       |       |
|  | Іспанія                |                        | 7 липня – Десін-Шарп'є | 1 |                     |                     |                 |                 |           |           |  |  |       |       |
|  | США                    | 2                      |                        |   |                     |                     |                 |                 |           |           |  |  |       |       |
|  | США                    | 2                      | США                    | 2 |                     |                     |                 |                 |           |           |  |  |       |       |
|  | 25 червня – Монпельє   |                        | США                    | 2 |                     |                     |                 |                 |           |           |  |  |       |       |
|  |                        | Нідерланди             | 0                      |   |                     |                     |                 |                 |           |           |  |  |       |       |
|  | Італія                 | Нідерланди             | 0                      | 2 |                     |                     |                 |                 |           |           |  |  |       |       |
|  | Італія                 | 29 червня – Валансьєнн |                        | 2 |                     |                     |                 |                 |           |           |  |  |       |       |
|  | КНР                    | 0                      |                        |   |                     |                     |                 |                 |           |           |  |  |       |       |
|  | КНР                    | 0                      | Італія                 | 0 |                     |                     |                 |                 |           |           |  |  |       |       |
|  | 25 червня – Ренн       |                        | Італія                 | 0 |                     |                     |                 |                 |           |           |  |  |       |       |
|  |                        | Нідерланди             | 2                      |   |                     |                     |                 |                 |           |           |  |  |       |       |
|  | Нідерланди             | Нідерланди             | 2                      | 2 |                     |                     |                 |                 |           |           |  |  |       |       |
|  | Нідерланди             |                        | 3 липня – Десін-Шарп'є | 2 |                     |                     |                 |                 |           |           |  |  |       |       |
|  | Японія                 | 1                      |                        |   |                     |                     |                 |                 |           |           |  |  |       |       |
|  | Японія                 | 1                      | Нідерланди (дч)        | 1 |                     |                     |                 |                 |           |           |  |  |       |       |
|  | 22 червня – Гренобль   |                        | Нідерланди (дч)        | 1 |                     |                     |                 |                 |           |           |  |  |       |       |
|  |                        | Швеція                 | 0                      |   | Матч за третє місце | Матч за третє місце |                 |                 |           |           |  |  |       |       |
|  | Німеччина              | Швеція                 | 0                      | 3 | Матч за третє місце | Матч за третє місце |                 |                 |           |           |  |  |       |       |
|  | Німеччина              | 29 червня – Ренн       | 29 червня – Ренн       | 3 |                     |                     | 6 липня – Ніцца | 6 липня – Ніцца |           |           |  |  |       |       |
|  | Нігерія                | 29 червня – Ренн       | 29 червня – Ренн       | 0 |                     |                     | 6 липня – Ніцца | 6 липня – Ніцца |           |           |  |  |       |       |
|  | Нігерія                | Німеччина              | 1                      | 0 | Англія              | 1                   |                 |                 |           |           |  |  |       |       |
|  | 24 червня – Париж      | Німеччина              | 1                      |   | Англія              | 1                   |                 |                 |           |           |  |  |       |       |
|  |                        | Швеція                 | 2                      |   | Швеція              | 2                   |                 |                 |           |           |  |  |       |       |
|  | Швеція                 | Швеція                 | 2                      | 1 | Швеція              | 2                   |                 |                 |           |           |  |  |       |       |
|  | Швеція                 |                        |                        | 1 |                     |                     |                 |                 |           |           |  |  |       |       |
|  | Канада                 | 0                      |                        |   |                     |                     |                 |                 |           |           |  |  |       |       |
|  | Канада                 | 0                      |                        |   |                     |                     |                 |                 |           |           |  |  |       |       |

## Права на трансляцію
- — CTV, TSN, RDS[8][9]
- — Fox, Telemundo[10]
- — TF1 Group.[11]
- — BBC[12]